# Umbuzeiro (Paraíba)
Umbuzeiro é um município brasileiro do estado da Paraíba. Fica numa região de relevância histórica para a história da Paraíba, berço de notáveis personalidades da política paraibana e brasileira entre eles: o ex-presidente Epitácio Pessoa, do ex-governador  João Pessoa e, do jornalista Assis Chateaubriand. O município é também nacionalmente reconhecido no meio agropecuário pelo desenvolvimento e produção do gado Gir na  Estação Experimental João Pessoa (antiga Estação de Monta de Umbuzeiro), sendo esta parte da EMBRAPA, tendo posteriormente sua administração transferida para a EMEPA.
A cidade faz contato com outros municípios do estado por meio das rodovias PB-102 e PB-082, e com Pernambuco, por meio das rodovias PE-088 e PE-102. Apresenta também a sede do município e suas principais localidades situadas na divisa com estado de Pernambuco, assim sendo tem alguns de seus núcleos urbanos divididos com os municípios de Orobó e Casinhas.

## História

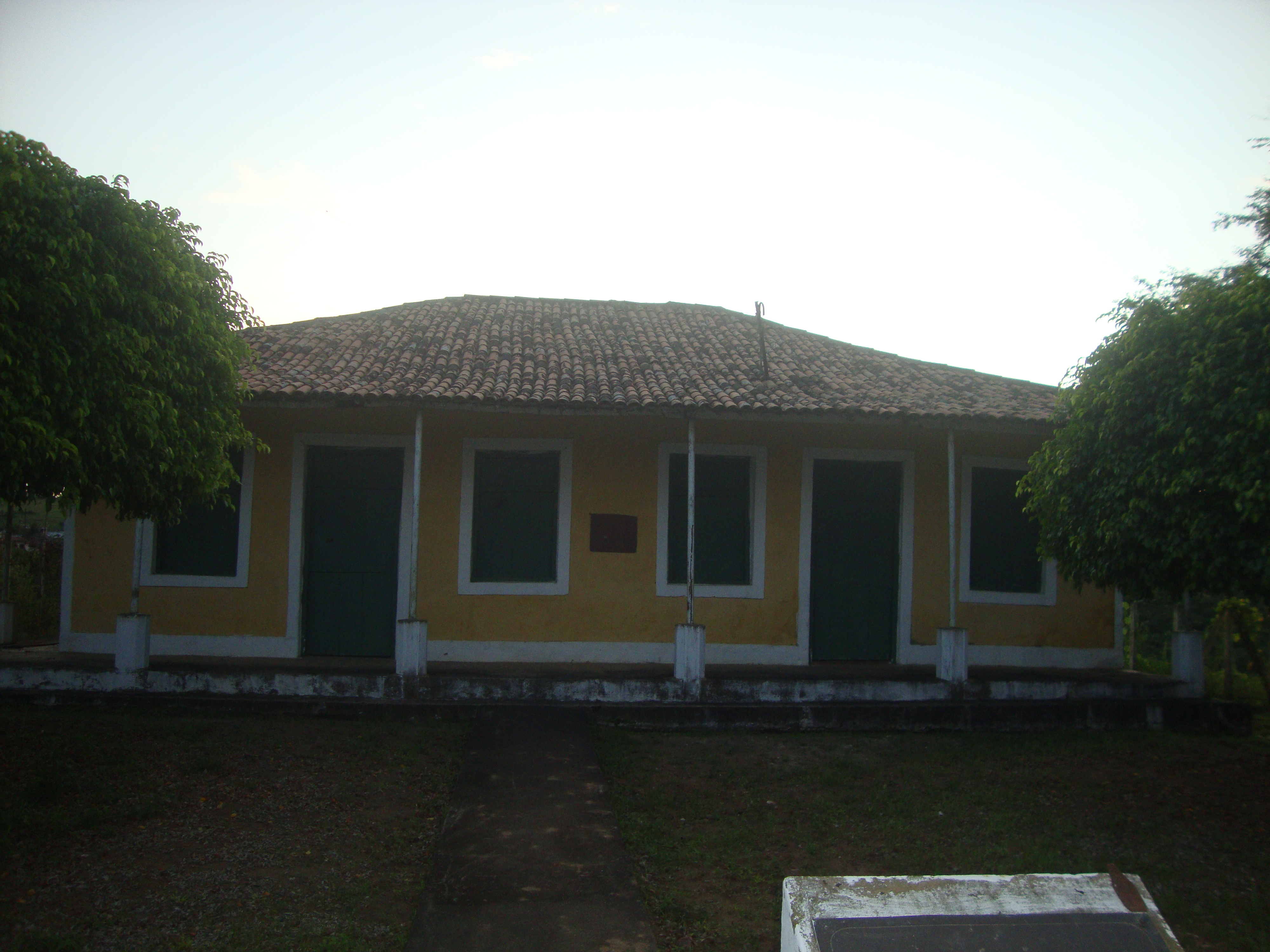
Antiga sede da Fazenda Prosperidade, casa onde nasceu o ex-presidente da Paraíba, João Pessoa Cavalcanti de Albuquerque, próxima à sede do município.

A história do território do município de Umbuzeiro tem seus primórdios na historiografia paraibana quando das primeiras expedições pelo Rio Paraíba à procura de restabelecer os contatos entre as regiões sertanejas e a capital da então Capitania da Parahyba, visto que, grande parte das relações do sertão paraibano davam-se com Pernambuco. Todavia as primeiras medidas no sentido colonizatório só se deram a partir de 1713 com a Concessão da sesmaria de Marcos de Castro Rocha. Sesmaria essa, que viria posteriormente formar a Fazenda Marcos de Castro de Matinadas, que passaria no século XIX a posse do Cel. José da Silva Pessoa e seus descendentes em linha reta, posteriormente a fazenda teve seu nome alterado para Fazenda Prosperidade de Umbuzeiro, em face da mudança da sede para propriedade para as proximidades do lugar onde hoje está edificada a cidade. A Fazenda Prosperidade local onde nasceu o ex-presidente da Paraiba João Pessoa Cavalcanti de Albuquerque (1928-1930).
A partir de meados do século XIX, com o grande desenvolvimento algodoeiro da região de Campina Grande, Umbuzeiro tona-se ponto de parada e descanso dos tropeiros que seguiam a caminho de Recife, afim de escoarem a produção de Algodão pelo Porto do Recife. Nesse contexto algumas pessoas atraídas pelo comércio construíram as pequenas casas no local confiantes que os tropeiros poderiam ser um bom negócio. E por volta de 1870 se construía a primeira Igreja da localidade em honra a Nossa Senhora do Livramento, com a ajuda do Padre Ibiapina, grande propulsor das obras religiosas pelo interior do nordeste. A referida Igreja era parte da antiga Freguesia de Nossa Senhora da Conceição da Barra de Natuba, esta extinta em 21 de outubro de 1902, quando da transferência da sede da paroquial para a Vila de Umbuzeiro, formando assim, a atual Paróquia de Nossa Senhora do Livramento, instalada em 26 de outubro de 1902.
Em 2 de maio de 1890, pelo Decreto nº 15 do Governo Provisório do Estado da Parahyba do Norte foi criado o município de Umbuzeiro, com sede na Vila de mesmo nome e com território desmembrado do então município do Ingá, cabe ressaltar que era então secretário do governo provisório o grande jurista e filho da terra, o Dr. Epitácio Pessoa. Sendo formado pela Vila de Umbuzeiro e pelas localidades da Barra de Natuba, Mata Virgem, Aroeiras, Pedro Velho, Aguapaba, Natuba, Matinadas, Oratório, Pirauá, entre outras localidades.
Tendo em 1892 a sede municipal transferida para a Vila da Barra de Natuba, situada no encontro do Rio Paraíba com o Riacho de Natuba, ato esse, revogado em 1904, com a volta da sede municipal para Umbuzeiro, face a completa decadência e falta de estrutura na Barra. Hoje a antiga Vila da Barra de Natuba é uma fazenda no município de Natuba.
Em 1938 é elevado a condição de cidade, status esse que mantém até hoje.
Outro acontecimento importante na história de Umbuzeiro é a inauguração em 17 de março de 1941 da Nova Matriz de Nossa Senhora do Livramento, situada na Praça Cel. Antônio Pessoa. Com altares em mármore carrara, sendo o Altar-Mor oferta do ex-presidente da república Epitácio Pessoa.

## Geografia

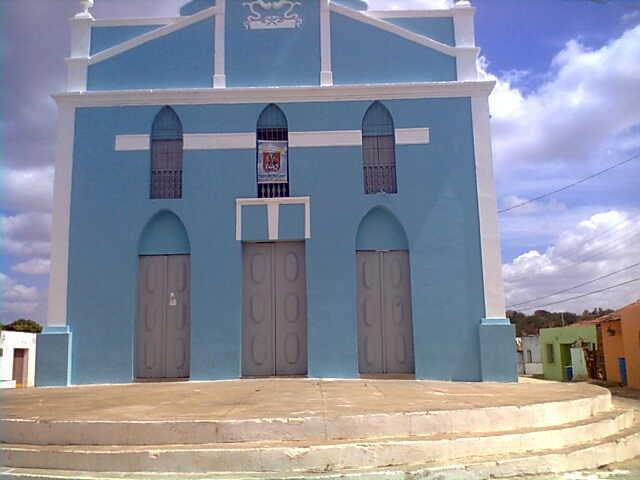
Vista da Igreja de Nossa Senhora da Conceição (1872), também construída com a ajuda do Padre Ibiapina no Distrito de Mata Virgem, município de Umbuzeiro

Administrativamente o município encontra dividido em três distritos, todos eles no limiar com o estado de Pernambuco. A sede do município situa-se no Planalto da Borborema, em uma região de superfície de ondulações suaves e médias, com altitudes em torno de 541 metros acima no nível do mar. Quanto à sua hidrografia é cortado ao norte pelo Rio Paraíba, esse que desenha sua divisa com os municípios de Gado Bravo e Aroeiras. Possui também alguns riachos intermitentes, entre eles o Riacho da Balança que faz a divisa com o município de Santa Cecília, e os Riachos Umbuzeiro, Sipaúba, Alecrim, Grotão, Quixaba, Conquista, Sonhoróm e Gurtas (Matinadas).
Umbuzeiro está incluído na área geográfica de abrangência do semiárido brasileiro, definida pelo Ministério da Integração Nacional em 2005, cuja delimitação tem como critérios o índice pluviométrico, o índice de aridez e o risco de seca. Segundo dados de uma antiga estação meteorológica do Instituto Nacional de Meteorologia (INMET) em Umbuzeiro, referentes ao período de 1931 a 1970, as temperaturas variaram de 10 °C em 19 de agosto de 1948 a 37,1 °C em 14 de janeiro de 1933. O recorde de precipitação acumulada em 24 horas é 113 mm em 22 de janeiro de 1961.
| Dados climatológicos para Umbuzeiro (1931-1970) | Dados climatológicos para Umbuzeiro (1931-1970) | Dados climatológicos para Umbuzeiro (1931-1970) | Dados climatológicos para Umbuzeiro (1931-1970) | Dados climatológicos para Umbuzeiro (1931-1970) | Dados climatológicos para Umbuzeiro (1931-1970) | Dados climatológicos para Umbuzeiro (1931-1970) | Dados climatológicos para Umbuzeiro (1931-1970) | Dados climatológicos para Umbuzeiro (1931-1970) | Dados climatológicos para Umbuzeiro (1931-1970) | Dados climatológicos para Umbuzeiro (1931-1970) | Dados climatológicos para Umbuzeiro (1931-1970) | Dados climatológicos para Umbuzeiro (1931-1970) | Dados climatológicos para Umbuzeiro (1931-1970) |
| Mês                                             | Jan                                             | Fev                                             | Mar                                             | Abr                                             | Mai                                             | Jun                                             | Jul                                             | Ago                                             | Set                                             | Out                                             | Nov                                             | Dez                                             | Ano                                             |
| ----------------------------------------------- | ----------------------------------------------- | ----------------------------------------------- | ----------------------------------------------- | ----------------------------------------------- | ----------------------------------------------- | ----------------------------------------------- | ----------------------------------------------- | ----------------------------------------------- | ----------------------------------------------- | ----------------------------------------------- | ----------------------------------------------- | ----------------------------------------------- | ----------------------------------------------- |
| Temperatura máxima recorde (°C)                 | 37,1                                            | 34,7                                            | 34,7                                            | 34,2                                            | 31,2                                            | 28,8                                            | 27,7                                            | 28,1                                            | 29,7                                            | 32,3                                            | 32,7                                            | 33,2                                            | 37,1                                            |
| Temperatura mínima recorde (°C)                 | 16,4                                            | 17,7                                            | 17                                              | 17,3                                            | 15,1                                            | 14,5                                            | 12,1                                            | 10                                              | 13,5                                            | 15,6                                            | 15                                              | 15,3                                            | 10                                              |

## Demografia
| Fonte: IBGE |

## Distritos
Existem atualmente os seguintes distritos em Umbuzeiro: